# Liván Hernández
Eisler Liván Hernández Carrera (né le 20 février 1975 à  Villa Clara, Cuba) connu sous le nom de Liván Hernández, est un ancien lanceur partant droitier de baseball ayant joué dans les Ligues majeures de 1996 à 2012.
Il est le demi-frère d'un autre lanceur des majeures, Orlando Hernández.
Deux fois invité au match des étoiles, il a été nommé joueur par excellence de la Série de championnat 1997 de la Ligue nationale et meilleur joueur de la Série mondiale 1997 remportée par les Marlins de la Floride.

## Carrière
Liván Hernández s'est enfui de Cuba pour aller aux États-Unis en 1995. Il lance et frappe de la droite. Il est connu pour sa « courbe lente », un lancer dont la vitesse est parfois inférieure à 60 milles à l'heure, lancer qu'il utilise pour obtenir des retraits sur trois prises.
Hernández a été invité deux fois au match des étoiles. Il est considéré comme un excellent lanceur en défensive, ayant commis seulement 11 erreurs durant sa carrière. Il est décrit dans le milieu du baseball comme un bourreau de travail ; il peut effectuer beaucoup plus de lancers, lancer beaucoup de manches que la moyenne des lanceurs. Il effectue chaque départ qu'il a besoin de faire pour accorder du repos aux releveurs de son équipe. Il a mené la Ligue nationale au chapitre des manches lancées pendant trois saisons, de 2003 à 2005, et a également mené la ligue pour les matches complets dans deux de ces années. Lors d'un match en 2005, il a effectué 150 lancers en neuf manches, toutefois, le match est allé en manches supplémentaires après sa sortie. Hernández est aussi un excellent frappeur, aidant fréquemment sa cause avec son bâton.

### Marlins de la Floride
Mis sous contrat par les Marlins de la Floride en 1996, Liván Hernández fait ses débuts dans les Ligues majeures le 24 septembre de la même année.

#### Saison 1997
À sa première année complète en 1997, il termine deuxième au vote désignant la recrue de l'année dans la Ligue nationale de baseball, derrière le gagnant du prix Scott Rolen des Phillies de Philadelphie. Il remporte 9 victoires contre seulement 3 défaites en saison régulière avec une moyenne de points mérités de 3,18 en 17 départs et 96 manches et un tiers lancées.
Il fait ses débuts en séries éliminatoires par une présence de quatre manches comme releveur face aux Giants de San Francisco dans la Série de divisions gagnée par le club de Floride. Hernandez remporte le titre de joueur par excellence de la Série de championnat pour ses performances en finale de la Ligue nationale. Il est crédité de deux des quatre victoires des Marlins sur les Braves d'Atlanta et ne donne qu'un point à ces derniers, pour une moyenne de points mérités de seulement 0,84 en 10 manches et deux tiers lancées. Il n'accorde que 5 coups sûrs aux Braves et retire 16 adversaires sur des prises. Amené en relève dans la 3e partie Braves-Marlins, il est le partant du 5e match et lance une partie complète dans la victoire de 2-1 de son équipe.
Les Marlins de la Floride remportent la Série mondiale 1997 sur les Indians de Cleveland pour savourer le premier titre de l'histoire de leur jeune franchise. Hernandez devient le quatrième joueur de l'histoire après Willie Stargell (1979), Darrell Porter (1982) et Orel Hershiser (1988) à être nommé joueur par excellence d'une Série de championnat et d'une Série mondiale la même année. Il gagne le titre de meilleur joueur de la Série mondiale avec des victoires dans les premier et cinquième match de la série, chaque fois tenant tête à Orel Hershiser des Indians.

#### Saison 1998
Hernandez, âgé de seulement 23 ans, évite la vente de feu qui suit la conquête du titre par les Marlins et est l'un des rares héros des éliminatoires de 1997 à être de retour en 1998. Il gagne 10 parties en 1998 mais perd 12 rencontres et affiche une moyenne de points mérités plutôt élevée de 4,72. Sur ses 33 départs, 9 sont cependant des matchs complets.

#### Saison 1999
En 1999, il ne remporte que 5 de ses 14 premières décisions de l'année. Sa moyenne de points mérités est à 4,76 après 20 départs lorsque les Marlins décident de procéder à un échange et l'envoyer sous d'autres cieux.

### Giants de San Francisco
Le 25 juillet 1999, Hernández passe aux Giants de San Francisco. Ces derniers cèdent en retour aux Marlins les lanceurs droitiers Jason Grilli et Nate Bump.

### Expos de Montréal
Le 24 mars 2003, San Francisco échange Hernandez et Edwards Guzmán aux Expos de Montréal en retour du releveur droitier Jim Brower et du lanceur gaucher Matt Blank.
Il connaît une excellente première année à Montréal avec 15 victoires, 8 matchs complets (un sommet dans la Ligue nationale) et une moyenne de points mérités de 3,20. Il est le lanceur de la Nationale qui travaille le plus grand nombre de manches, soit 233 et un tiers durant la saison 2003.
Lanceur ayant lancé le plus grand nombre de manches (255) dans toutes les majeures en 2004, il remporte 11 victoires malgré 15 défaites avec un club de dernière place et maintient une honorable moyenne de 3,60 points mérités accordés par partie. Faisant honneur à sa réputation de bourreau de travail, il domine les majeures avec 9 matchs complets et 2 d'entre eux sont des blanchissages. Il représente les Expos au match des étoiles. C'est pour lui une première sélection à la classique de mi-saison. Avec un coup de circuit et 10 points produits durant l'année, Hernandez remporte le Bâton d'argent du lanceur s'étant le plus distingué en offensive.

### Nationals de Washington

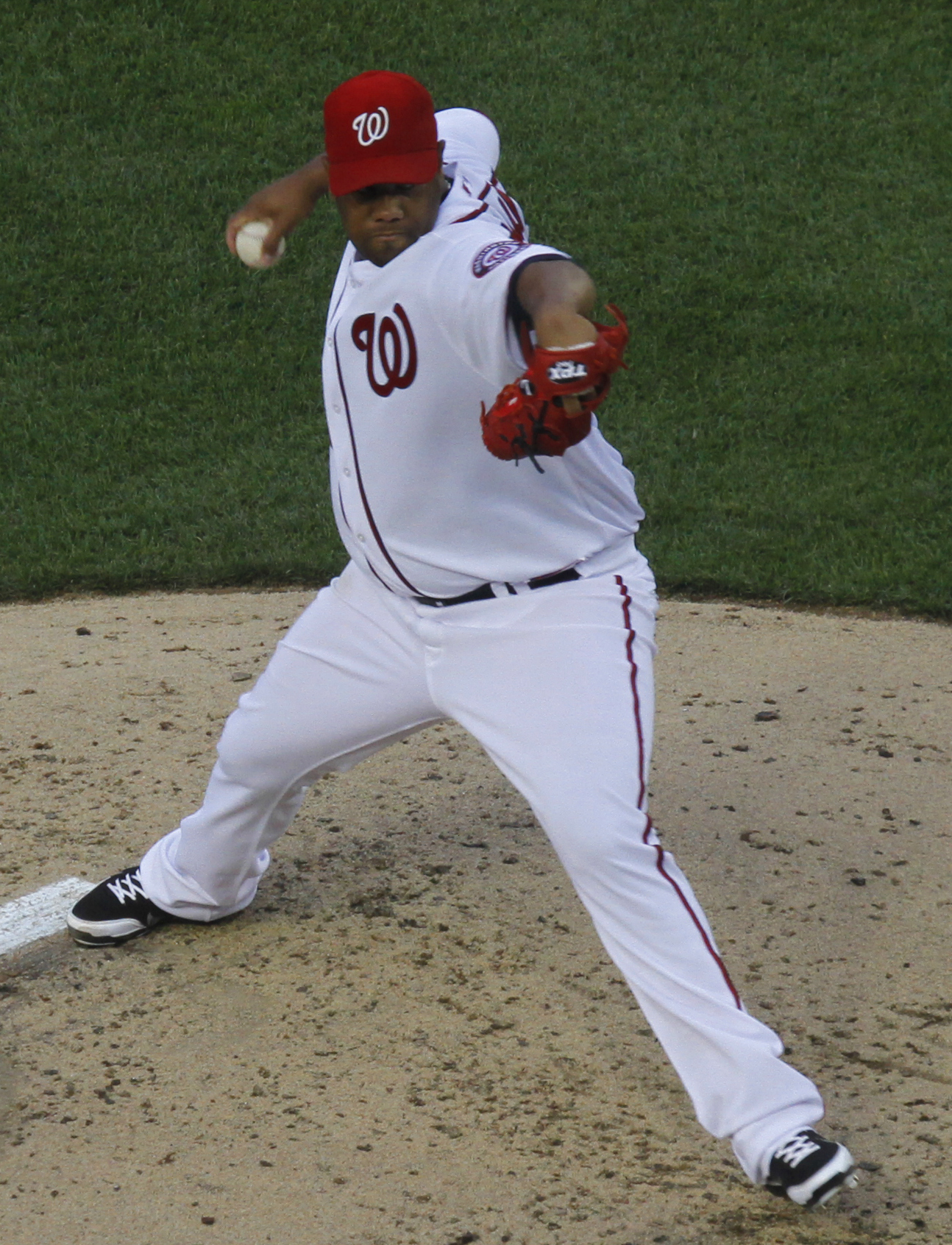
Liván Hernández lançant en 2011 pour les Nationals de Washington.

Hernandez suit la franchise montréalaise à son transfert à Washington, où le club devient les Nationals en 2005. Le lanceur droitier est invité pour la seconde année consécutive au match des étoiles. Une fois de plus, il mène le baseball majeur avec 35 départs et 246 manches et un tiers lancées. Il gagne 15 victoires contre 10 défaites et présente une moyenne de points mérités de 3,98.
Après la saison 2005, il a subi une opération au genou, et ses performances dans la première moitié de la saison 2006 en ont souffert. À la pause du match des étoiles, sa moyenne de points mérités était de 5,64 et les frappeurs adverses frappaient pour ,308 contre lui[réf. nécessaire]. Toutefois, lors de ses cinq derniers départs avec les Nationals, sa moyenne de points mérités a été de 3,7 et il a obtenu 23 retraits sur trois prises.

### Diamondbacks de l'Arizona
Le 7 août 2006, les Nationals échangent Hernández aux Diamondbacks de l'Arizona pour deux jeunes lanceurs, Matt Chico et Garrett Mock.
Il termine la saison avec une fiche victoires-défaites de 13-13 en 34 départs pour Washington et Arizona. Sa moyenne de points mérités s'élève à 4,83.
En 2007, il gagne 11 parties et en perd autant. Il lance 204,1 manches en 33 rencontres amorcées pour les Diamondbacks.

### Mets de New York

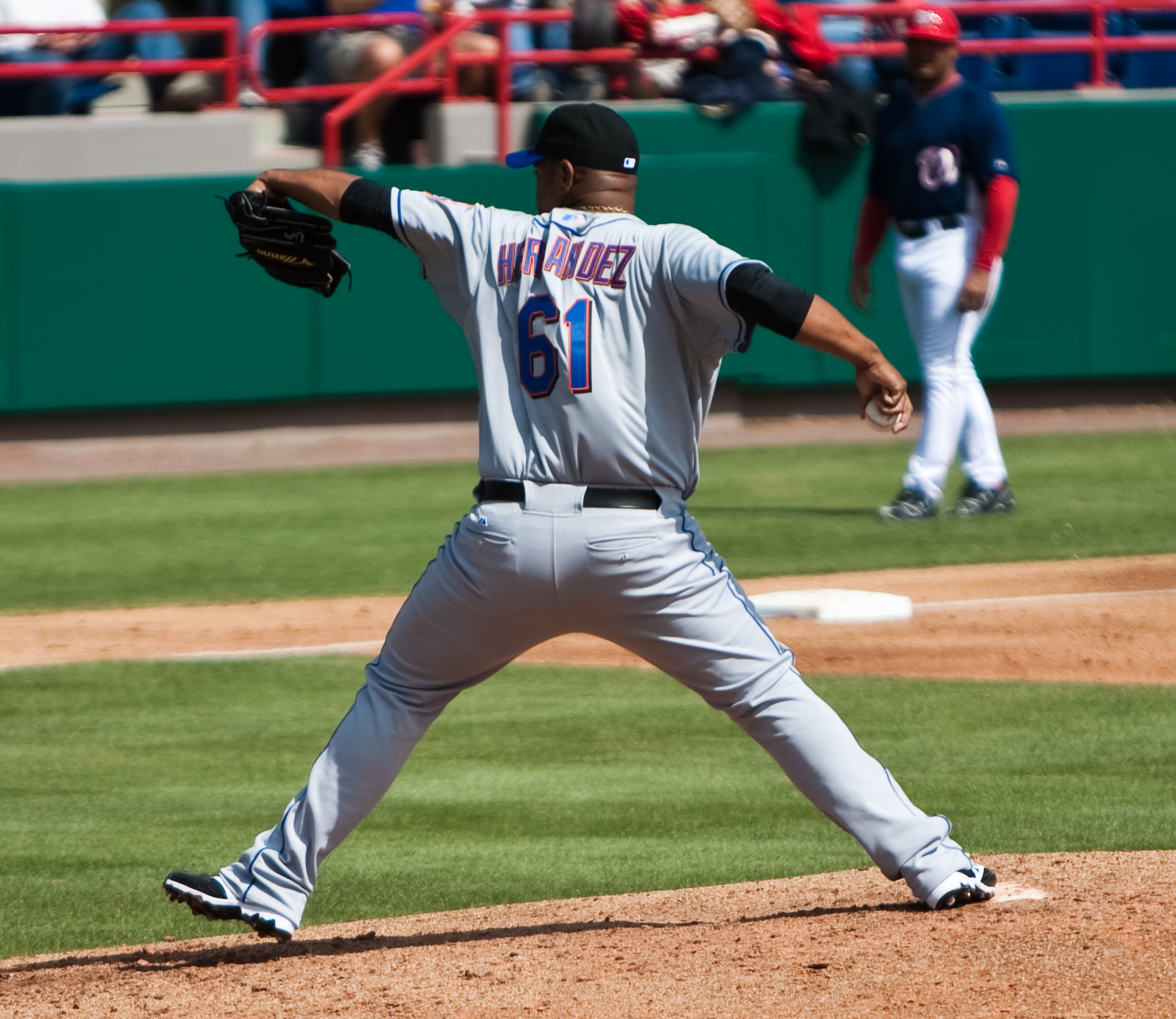
Liván Hernández avec les Mets de New York.

Livan Hernandez a signé en 2009 un contrat des ligues mineures avec les Mets de New York. Il a 7 victoires et 8 défaits après 23 départs en 2009 pour les Mets lorsqu'il est libéré de son contrat le 20 août.

### Deuxième passage à Washington
Six jours plus tard, il rejoint les Nationals de Washington et y termine la saison, avec un dossier victoires-défaites de 9-12 et une moyenne de points mérités élevée de 5,44 en 31 départs.

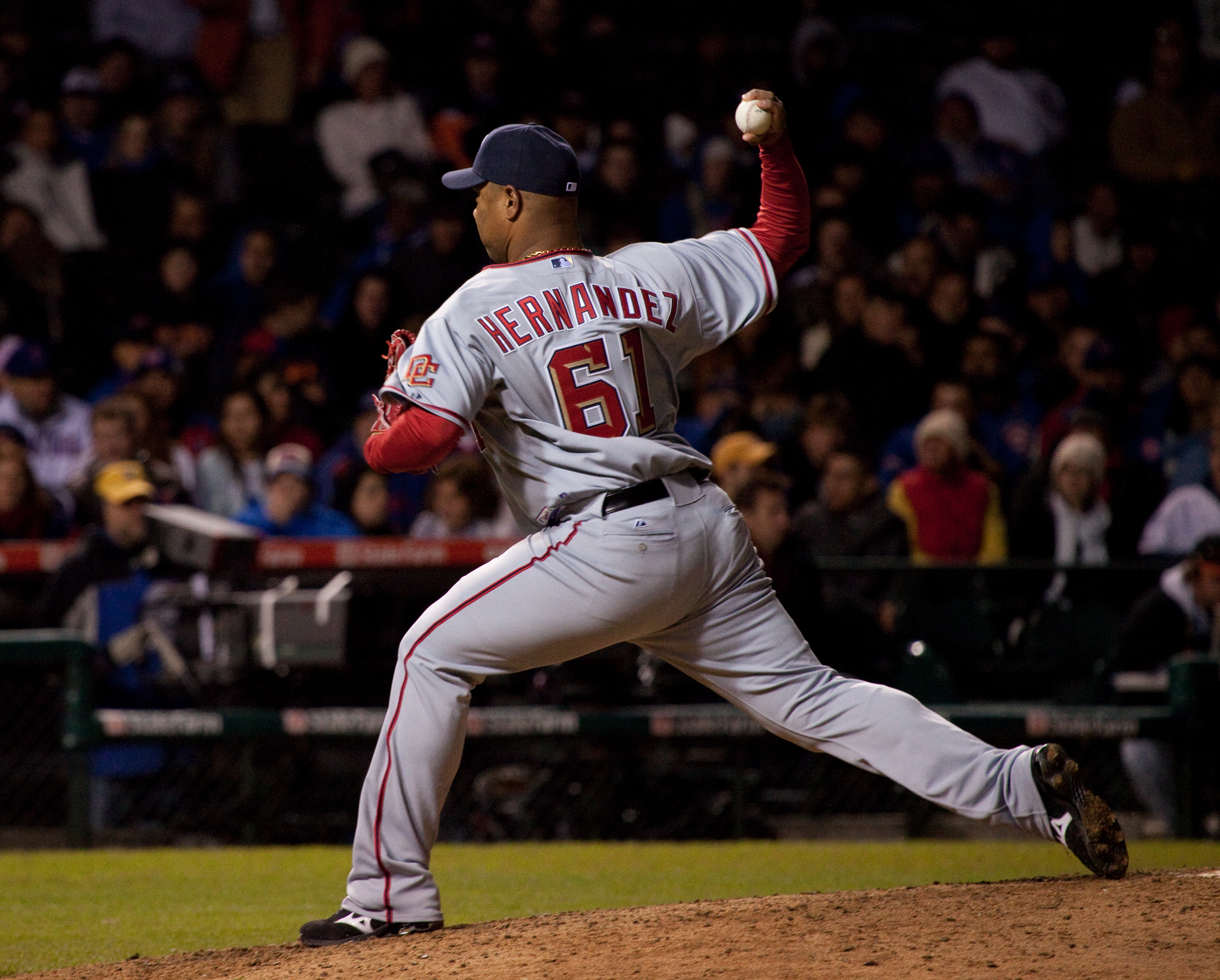
Liván Hernández lançant en 2010 pour les Nationals de Washington.

De retour avec les Nationals au cours des deux années suivantes, il gagne 10 partis en 33 départs en 2010, saison au cours de laquelle il présente une bien meilleure moyenne de points mérités : 3,66 en 211 manches et deux tiers lancées sur 33 départs.
En 2011, sa fiche est de 8-13 avec une moyenne de 4,47 en 29 départs pour Washington.

### Braves d'Atlanta
Le 31 janvier 2012, il signe un contrat des ligues mineures avec les Astros de Houston et reçoit une invitation à leur camp d'entraînement. Il est libéré le 30 mars vers la fin de l'entraînement mais, quelques heures plus tard, il est mis sous contrat par les Braves d'Atlanta.
Il est libéré par les Braves le 15 juin 2012 après 18 sorties comme releveur et 31 manches lancées, au cours desquelles il a affiché une moyenne de points mérités de 4,94 avec une victoire, une défaite et un sauvetage (son premier dans les majeures, enregistré le 5 mai contre Colorado). Avec une première victoire protégée après 474 départs comme partant, il est le lanceur à enregistrer un premier sauvetage le plus tardivement dans une carrière depuis le premier de Frank Tanana en 1990 après 512 départs.

### Brewers de Milwaukee
Le 22 juin, Hernandez signe un contrat avec les Brewers de Milwaukee. Il fait ses débuts avec Milwaukee le 25 juin.

## Honneurs et exploits
- Deux fois sélectionné au match des Étoiles (2004-2005).
- Joueur le plus utile de la Série de championnat de la Ligue nationale (1997).
- Joueur le plus utile de la Série mondiale 1997.
- A mené la Ligue nationale pour les manches lancées pendant trois ans (2003-2005).
- A mené deux fois la Ligue nationale au chapitre des matchs complets (2003-2004).
- Gagnant d'un Bâton d'argent (2004).